# Au service de la France
Au service de la France, i Sverige känd under den engelska titeln A Very Secret Service, är en fransk dramakomedi som hade premiär på Netflix i oktober 2015. 

## Handling
År 1960 rekryteras André Merlaux till den franska underrättelsetjänsten. Mitt under kalla kriget ska Merlaux och hans kollegor dessutom hantera Algerietrevolten och de växande kraven på självständighet i Franska Västafrika.

## Rollista i urval
- Hugo Becker - André Merlaux
- Wilfred Benaïche - Överste Maurice Mercaillon
- Christophe Kourotchkine - Georges Préjean "Moïse"
- Mathilde Warnier - Sophie Mercaillon
- Karim Barr- - Jacky Jacquard
- Bruno Paviot - Roger Moulinier
- Jean-Édouard Bodziak - Jean-René Calot
- Marie-Julie Baup - Marie-Jo Cotin
- Joséphine de La Baume - Miss Clayborn